# Speciaalbierbrouwerij Duits & Lauret
Speciaalbierbrouwerij Duits & Lauret is een kleine brouwerij van speciaalbieren, gevestigd in Fort Everdingen bij Culemborg.

## De brouwerij
De brouwerij werd in 2009 in Vleuten in Utrecht opgericht door Danielle Duits uit Tienhoven en Marco Lauret. Aanvankelijk brouwden zij met een mobiele 60 liter brouwinstallatie, waarmee driemaal per week werd gebrouwen van de herfst tot en met mei. Na enkele jaren samen kleinschalig brouwen, werd in september 2009 hun eerste bier Duits & Lauret Stout gelanceerd tijdens de Week van de Smaak te Utrecht. Omdat ze zelf over onvoldoende capaciteit beschikken worden de grotere hoeveelheden gebrouwen door De Proefbrouwerij te Lochristi, België. De bieren zijn verkrijgbaar doorheen heel Nederland.

### Fort Everdingen
In 2014 heeft de Rijksoverheid het uit 1841/47 stammende Fort Everdingen in de verkoop gedaan. Achttien ondernemingen dienden plannen in voor ingebruikname en ontwikkeling van het monument. Eind 2014 werd bekendgemaakt dat het fort aan Duits & Lauret was toegewezen. De onderneming richt er een brouwerij in en zal een aantal verwante, maar ook andersoortige activiteiten ontplooien. De opening van het fortterrein voor de plannen van Duits & Lauret was in 2015. De brouwerij werd officieel geopend in 2017. Sinds eind 2017/begin 2018 wordt op Fort Everdingen een deel van de bieren gebrouwen met een eigen, grotere brouwinstallatie. Vooral lichtere stijlen zoals Wiess worden hier geproduceerd.

## Bieren
De brouwerij brengt verschillende bieren op de markt. De naam begint steeds met "Duits & Lauret". Enkele bieren worden intussen niet meer geproduceerd.
- Duits & Lauret Blond, blond bier, 6,5%
- Duits & Lauret Dubbelbock, bokbier, 7,5%
- Duits & Lauret Neder, amberkleurig volmoutbier, 6,3%
- Duits & Lauret Stout, stout, 6,5%
- Duits & Lauret TeVreden, tripel, 7,5%
- Duits & Lauret MMXII, bière de garde, 7,5%
- Duits & Lauret Winterstout, winterbier, 8,5%

## Erkenning
Duits & Lauret heeft erkenning gekregen voor haar bieren, onder meer tijdens de Brussels Beer Challenge, een internationale bierwedstrijd. De brouwerij is de enige Nederlandse deelnemer die bij elk van de eerste dertien edities van deze competitie (tot en met 2024) een medaille behaalde. In 2024 won de Duits & Lauret Winterstout een gouden medaille en de Duits & Lauret Extra Blond een zilveren medaille.